# Божествена красавица
„Божествена красавица“ (на френски: Belle du Seigneur) е роман на швейцарския писател Албер Коен, издаден в Париж през 1968 година.
Действието се развива в Женева през 30-те години и разказва за евреин, работещ за Обществото на народите, и връзката му с омъжена местна аристократка. Романът е четвъртата част на четирилогия на Коен. Отличен е с Голямата награда за роман на Френската академия.